# Ian Marter
Ian Don Marter (Coventry, 28 de octubre de 1944 - Londres, 28 de octubre de 1986) fue un actor y escritor inglés, más conocido por su papel de Harry Sullivan en la serie de ciencia ficción de la BBC Doctor Who.

## Carrera
Tras graduarse de la universidad de Oxford en 1969, Marter trabajó inicialmente en el teatro de Bristol Old VIc, donde era director de escena y actuaba en varios papeles menores. Para completar su bajo salario como actor, también trabajo por un tiempo como lechero y profesor de escuela.
En 1971 hizo la audición para el papel regular de Mike Yates en la octava temporada de Doctor Who, y consiguió el papel, pero no pudo aceptarlo por un compromiso anterior. El equipo de producción le recordó y le dieron primero un papel secundario en la historia de 1973 Carnival of Monsters, de la décima temporada.
Al año siguiente, fue elegido para el papel de Harry Sullivan, un personaje que el equipo de producción creó cuando estaban pensando que el nuevo Cuarto Doctor fuera interpretado por un actor más viejo, que por tanto no podría hacer las escenas de mayor acción física (algo similar a lo que ocurrió en la primera temporada cuando se creó el personaje de Ian Chesterton para las escenas de acción que no podía hacer William Hartnell). Sin embargo, después de que se escogiera para el papel a Tom Baker, de cuarenta años, esto ya no era un problema, y el personaje de Harry salió de la serie después de una temporada.
Marter siguió involucrado con Doctor Who tras su marcha de la serie. Coescribió el guion para una potencial versión cinematográfica de la serie, titulada provisionalmente Doctor Who Meets Scratchamn, también conocida como Doctor Who and the Big Game, en colaboración con Baker y el director de cine James Hill, aunque nunca se llegó a rodar por falta de presupuesto. Después escribió varias novelizaciones de algunos seriales clásicos, desde finales de los setenta y principios de los ochenta, que no estuvieron exentas de polémica porque en algunas de ellas se atrevió a utilizar lenguaje malsonante.
La última novelización de Marter fue la de The Rescue, que tuvo que ser completada por Nigel Robinson debido a la inesperada muerte de Marter. También escribió una novela original basada en la serie, Harry Sullivan's War, protagonizada por su propio personaje, publicada en 1986, y que fue una de las primeras novelas originales de Doctor Who. Además de su trabajo literario sobre la serie, también escribió novelizaciones de películas estadounidenses de los ochenta como Splash y Down and Out in Beverly Hills. Algunos de estos trabajos los publicó con el alias de "Ian Don".
La carrera interpretativa de Marter fuera de Doctor Who consistió principalmente en papeles episódicos en series como Bergerac (1981) o The Return of Sherlock Holmes (1986). También interpretó papeles menores en películas como El abominable Dr. Phibes (1971) y The Medusa Touch (1978). Vivió y trabajó en Nueva Zelanda a principios de los ochenta, apareciendo en la telenovela neozelandesa Close to Home en 1982.
Marter estaba casado y tenía dos hijos. Murió repentinamente en su casa en Londres justo el día que cumplía 42 años, en 1986, tras sufrir un ataque cardiaco provocado por complicaciones con su diabetes.